# Thrinax excelsa
Thrinax excelsa är en enhjärtbladig växtart som beskrevs av Conrad Loddiges och Carl Friedrich Philipp von Martius. Thrinax excelsa ingår i släktet Thrinax och familjen Arecaceae. Inga underarter finns listade i Catalogue of Life.

## Bildgalleri

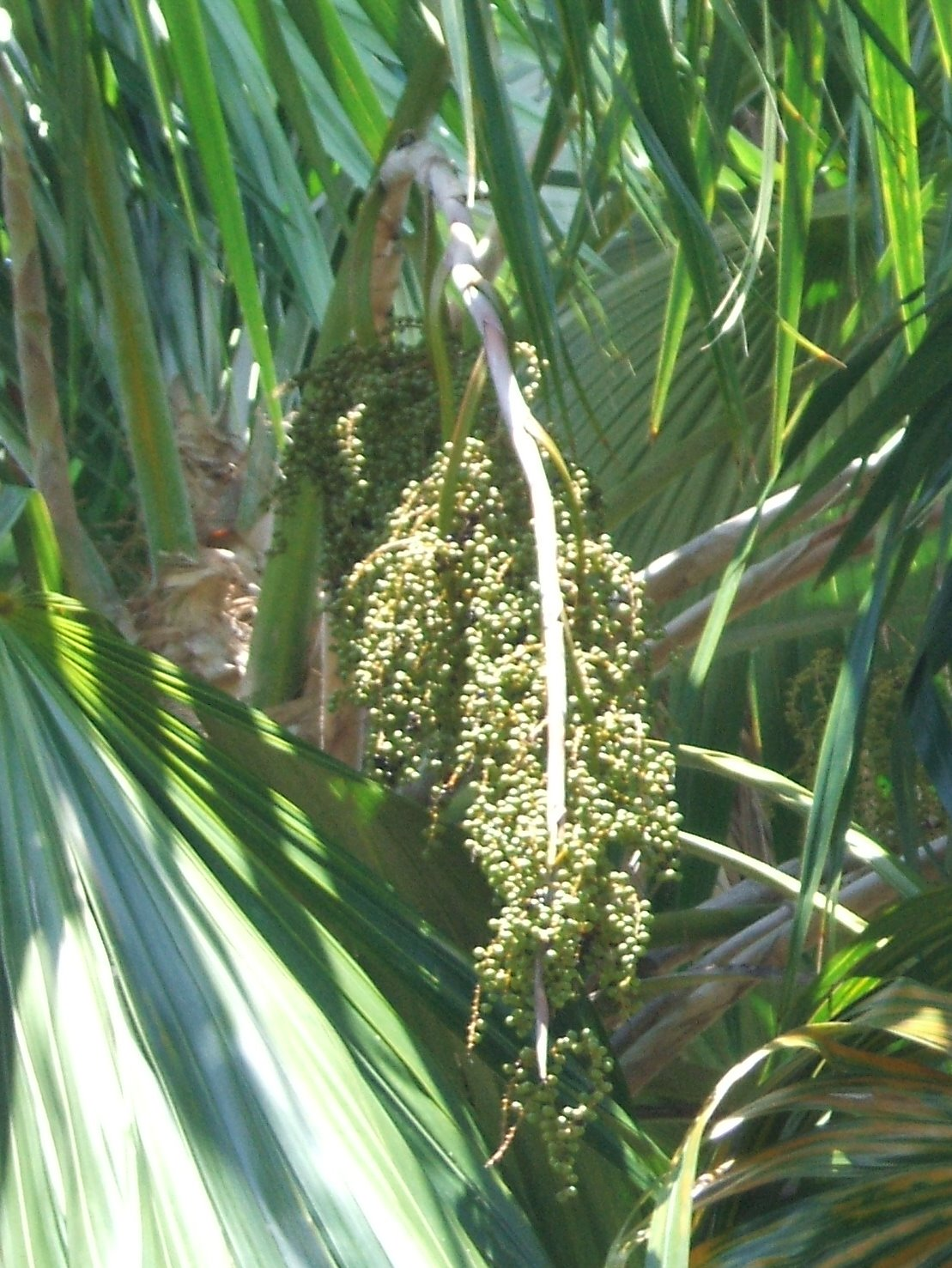